# Gaius Minicius Fundanus
Gaius Minicius Fundanus was consul suffectus in het jaar 107 en proconsul van de provincia Asia in de periode 122/123.

## Biografie
Na een militaire opleiding, werd hij vervolgens quaestor, tribunus plebis en praetor.  Rond het jaar 90 werd hij legatus van de Legio XV Apollinaris en tien jaar later werd hij gouverneur van de provincie Achaea. Tijdens de regering van keizer Trajanus was hij consul en tijdens de regering van Hadrianus proconsul van Asia. 

## Christenvervolging
Fundanus was bevriend met Plinius de Jongere en Plutarchus. De berechting van christenen kwam reeds ter sprake in de briefwisseling tussen Plinius en Trajanus over christenen. Dezelfde vraag stelde Fundanus, in zijn functie als proconsul van Asia, aan keizer Hadrianus. Hadrianus antwoordde, dat dergelijke beschuldigingen via een rechtbank moesten komen, waar de zaak naar behoren kon worden onderzocht, en als ze "schuldig waren aan enige onwettigheid, moet u [Fundanus] een vonnis uitspreken in overeenstemming met de ernst van de overtreding. " 